# George Tucker (politico statunitense)
George Tucker (Bermuda, 20 agosto 1775 – Virginia, 10 aprile 1861) è stato un politico e storico statunitense.
Le sue opere letterarie includono The Valley of Shenandoah (1824), il primo romanzo della vita coloniale in Virginia, e Voyage to the Moon (1827), che è tra i primi romanzi di fantascienza della nazione. Pubblicò anche la prima biografia completa di Thomas Jefferson nel 1837, così come la sua Storia degli Stati Uniti (1856). La paternità di Tucker, e il suo lavoro come insegnante, servirono a riscattare una vita precedente di abitudini senza principi che gli avevano portato un po' di discredito.
Tucker era figlio del primo sindaco di Hamilton, Bermuda, Daniel Tucker. Emigrò in Virginia all'età di 20 anni, fu educato al College di William and Mary. Il suo primo matrimonio con Mary Farley terminò senza figli con la sua morte nel 1799; si risposò ed ebbe sei figli con la moglie Maria Carter, che morì all'età di 38 anni nel 1823. La sua terza moglie di 30 anni fu Louisa Thompson, che morì nel 1858.
Oltre alla sua pratica legale, Tucker ha scritto composizioni distintive per varie pubblicazioni. I suoi argomenti spaziavano ampiamente dal concettuale al tecnico, dalla schiavitù, al suffragio e alla moralità alla navigazione intracostiera, ai salari e alle banche. Fu eletto nel 1816 alla Camera dei Delegati della Virginia per un mandato, e prestò servizio nella Camera dei Rappresentanti degli Stati Uniti dal 1819 al 1825. Dalla sua giovinezza fino all'inizio della mezza età, l'alto stile di vita sociale di Tucker era spesso dissoluto e talvolta scandaloso. Tuttavia, al termine del suo mandato congressuale, le sue eloquenti pubblicazioni portarono Thomas Jefferson e James Madison ad offrirgli un incarico come professore di filosofia morale presso la neonata Università della Virginia; accettò e mantenne quell'incarico fino al 1845.
Dopo il pensionamento, Tucker si trasferì a Filadelfia, continuando le sue ricerche e esponendo una varietà di argomenti, tra cui la politica monetaria e la socio-economia, fino alla sua morte in Virginia all'età di 85 anni. Tucker ha riportato ferite alla testa a Mobile Bay quando, in attesa della partenza della sua nave per il ritorno a nord, è stato colpito da una grande balla di cotone caricata a bordo.  Fu trasferito a casa della figlia Eleanor e del marito George Rives nella contea di Albemarle, in Virginia, dove morì il 10 aprile 1861, due giorni prima della battaglia di Fort Sumter e dell'inizio della guerra civile americana. Fu sepolto nel cimitero dell'Università della Virginia.

## Opere
- Letters on the Conspiracy of Slaves in Virginia (Richmond, 1800)
- Letters on the Roanoke Navigation (1811)
- Recollections of Eleanor Rosalie Tucker (Lynchburg, 1819)
- Essays on Subjects of Taste, Morals, and National Policy, under the pen-name "A Citizen of Virginia" (Georgetown, 1822)
- Principles of Rent, Wages, and Profits (Philadelphia, 1837)
- Public Discourse on the Literature of the United States (Charlottesville, 1837)
- The Theory of Money and Banks Investigated (Boston, 1839)
- Essay on Cause and Effect (Philadelphia, 1842)
- Essay on the Association of Ideas (1843)
- Progress of the United States in Population and Wealth in Fifty Years (New York, 1843)
- Memoir of the Life and Character of Dr. John P. Emmet (Philadelphia, 1845)
- Correspondence with Alexander H. Everett on Political Economy (1845)
- Banks or No Banks (New York, 1857)
- Essays, Moral and Philosophical (1860)